# Кезенойам
Кезенойам (чечен. Къоьзана Ӏам, Эйзен Ӏам, анд. Алхар) — завальное озеро на границе Веденского района Чеченской Республики и Ботлихского района Республики Дагестан. Относится к бассейну реки Сулак. Гидрологический памятник природы регионального значения. Расположено в поясе субальпийских лугов. Питается от впадающих водотоков и подземных вод. Поверхностного стока не имеет. Уровень воды подвержен сильным колебаниям, как сезонным, так и многолетним (в пределах 6—8 м), которые зависят от количества осадков в пределах его водосбора. Летом вода в озере прогревается до 17—18 °C. Толщина ледяного покрова зимой достигает 60—80 см. Объём воды — 0,062 км³. Высота над уровнем моря — 1854 м. Площадь поверхности — 1,7 км², из них 1,5 км² — в пределах Чечни. Площадь водосборного бассейна — 38,8 км².

## Название
Встречаются следующие названия озера: Кезенойам, Кезеной-Ам, Казеной-Ам, Казенойам, Эйзен-Ам, Эйзенам, Голубое, Большое Форельное, Ретло.
Существует следующая чеченская легенда:
Несомнѣнно, горы, замыкающія озеро, некогда представляли одинъ нераздѣльный хребетъ, который подъ вліяніемъ могучихъ дѣятелей природы — воды, воздуха и времени постепенно поддавался процессу разрушенія, завершившимуся грандіознымъ проваломъ, заполнен нымъ водою. Подобное чисто научное объясненіе близко сходится съ довольно распространенной среди чеченцевъ легендой объ образовании озера. — «На месте нынешняго озера», разсказываютъ чеченцы, "некогда был большой аулъ Кезеной. Жители аула позабыли Бога и обычаи, завѣщанные предками. Разь спустился съ неба ангелъ и въ видѣ странника обошолъ всѣ сакли, прося пріюта и пищи. Кезеноевцы не только не приняли и не накормили странника, но чуть было не затравили его собаками. Зашелъ странникъ въ послѣднюю саклю на самомъ краю селенія, къ одной бедной вдовѣ. Вдова очень обрадовалась гостью, что могла накормила и уложила отдыхать на своей постели. На утро странникъ открылъ вдовѣ, что онъ не простой человѣкъ, а ангелъ, посланный Богомъ испытать кезеноевцевъ. «Кезеноевцы народъ злой и испорченный и за это Богъ жестоко накажетъ ихъ: земля разверзнется и поглотитъ селеніе со всеми жителями; во следствии здесь образуется глубокое озеро и будетъ существовать вѣчно», сказалъ ангелъ и, предупредивъ вдову, чтобы она поскорѣе собрала свое имущество и переселилась на ближайшую гору, исчезъ. Едва бѣдная вдова успѣла покинуть селеніе, какъ земля действительно разверзлась и аулъ провалился, а на мѣсто него образовалось глубокое озеро, которое въ память погибшаго селенія окрестные жители назвали Кезеной-амъ. Въ озёрѣ въ громадномъ количествѣ водится рыба, исключительно форель, отчего русское поселенцы называютъ его форельнымъ озеромъ. Самый удачный ловъ бываетъ зимою.

## Информация об объекте
Археологические находки и историко-архитектурные строения, такие как чеченские боевые и жилые башни, в том числе уникальный в своём роде средневековый нахский замок Алдам-Гези, святилища, склепы, древнейшие могильники, одни из самых ранних в Чечне мечетей, многочисленные чеченские аулы Кезеной, Хой, Арсой, Садой, Буни, Макажой и др., расположенные вокруг Кезенойам, а также результаты этнографических экспедиций указывают на древнейшее заселение этого района чеченскими тайпами.

### Географические данные и происхождение
Высокогорное озеро Кезенойам — самое большое по площади озеро Чечни и Большого Кавказа. Расположено на границе Веденского района Чеченской Республики и Ботлихского района Дагестана, на южном склоне Андийского хребта, на высоте 1869 (1822) метров над уровнем моря. Поверхность озера — 2,4 км². Водоём образовался в результате запруды долины двух малых рек — Харсум и Кауха. Обвал, запрудивший долину, произошёл с южного склона хребта Кашкерлам, ниже слияния этих рек. Причиной, скорее всего, стало землетрясение.
Естественная плотина, расположенная в западной части озера, достигает высоты более 100 метров. Котловина озера имеет крутые склоны и плоское дно. Глубина озера достигает 74 м. Протяжённость озера с севера на юг — 2 километра, а с запада на восток — 2,7 километра. Максимальная ширина — 735 метров. Длина береговой линии — 10 километров. Озеро питают впадающие в него речки и ручьи, а также выбивающие в самой котловине ключи. Главную роль в питании озера играет небольшая речка Харсум, впадающая в озеро в его северной части, и Кауха, впадающая в восточной части. Поверхностного стока озеро не имеет, но оно, очевидно, обладает подземным стоком через окружающие известняковые породы.

### Температурные условия
Уровень воды в озере из года в год изменяется в зависимости от количества выпадающих в его бассейне атмосферных осадков. Вода в озере холодная, летом температура на поверхности не поднимается выше 17-18 градусов по Цельсию. Температура воды в нижних слоях — примерно 7-8 °C. Зимой озеро замерзает, толщина льда в отдельные годы достигала 70-80 сантиметров.

### Туризм и отдых
18 апреля 2015 в Веденском районе Чеченской Республики открылся туристско-рекреационный кластер «Кезеной-Ам» на берегу одноимённого озера. Спортивно-туристский комплекс включает в себя гостиницу на 58 номеров, люкс-коттеджи общей вместимостью 40 человек, ВИП-коттедж, ресторан, баню, спорткомплекс площадью 1200 м², спортплощадки, лодочную станцию, пирс и другие объекты.
В проекте (2016 г.) — строительство канатной дороги, конференц-зала, ресторанного дворика, выполненного в этнографическом стиле, детского развлекательного комплекса. Также планируется разработка и реализация конных, пеших, вело- и квадро-экскурсий, строительство палаточного городка.
Ранее в озере было разрешено купаться, однако в настоящее время действует запрет, под угрозой штрафа в 5 тыс. рублей. Одна из называемых причин — опасность утонуть при плавании в холодной воде.

### Спорт
В 1970—1980 годах на берегу озера располагалась база олимпийской сборной по гребному спорту СССР. Во время военных действий на территории ЧР база была полностью разрушена.
В 2011 году президент федерации современного мечевого боя Чечни Заур Закраилов переплыл озеро в длину (около 4,5 км).
В 2015 году президент Федерации гребного спорта России Вениамин Бут озвучил планы по возобновлению тренировок сборной России по академической гребле на Кезенойаме.
В июле 2017 года на озере состоялась первая в истории озера международная парусная регата «Кубок Кезеной-Ам 2017» с участием спортсменов из 8 стран.

## Растительный и животный мир
В озере обитает эндемичный подвид лососёвых рыб вида кумжа — эйзенамская форель.

## Исследования
с 29 по 31 июля 2011 года Русским географическим обществом совместно с Федерацией подводного спорта Республики Татарстан и научным комитетом Федерации подводного спорта России будут проведены комплексные исследования озера. Данный проект получил название «Загадка Кавказа — высокогорное озеро Казенойам».

## В искусстве
В 1890 году художник Арсений Мещерский создал картину «Озеро Эзель-Ам в Чечне» (другое название — «Озеро Эзель-Ам в Дагестане»). Картина экспонируется в Иркутском художественном музее.

## Галерея
- Озеро зимой
- Залив ущелья Харсума
- Фотография из альбома 79-го Куринского пехотного полка, второй половины XIX века
- Спортивно-туристский комплекс «Кезеной-Ам», общий вид июнь 2016 г.
- Спортивно-туристский комплекс «Кезеной-Ам», гостиница, июнь 2016 г.
- Спортивно-туристский комплекс «Кезеной-Ам», коттедж июнь 2016 г.
- Спортивно-туристский комплекс «Кезеной-Ам», коттеджи, июнь 2016 г.
- Спортивно-туристский комплекс «Кезеной-Ам», мечеть, июнь 2016 г.